# Michael Blackburn
Michael Blackburn est un skipper australien né le 25 juillet 1970 à Sydney.

## Carrière
Michael Blackburn obtient une médaille de bronze olympique de voile en classe Laser aux Jeux olympiques d'été de 2000 de Sydney.